# Calamagrostis brevipaleata
Calamagrostis brevipaleata là một loài cỏ thuộc họ Poaceae.
Loài này chỉ có ở Ecuador.